# Irma Alma Ochoa Treviño
Irma Alma Ochoa Treviño (Monterrey, Nuevo León, 3 de octubre de 1947) es una defensora de derechos humanos, activista y feminista mexicana.
Es fundadora de la organización no gubernamental Arthemisas por la Equidad y de diversas asociaciones enfocadas a la lucha por los derechos humanos, es impulsora de la Alerta de Violencia de Género para el estado de Nuevo León e integrante del Observatorio Ciudadano Nacional del Feminicidio.

## Trayectoria
Estudió la carrera de trabajo social en la Universidad Autónoma de Nuevo León, es maestra en Género y Políticas Públicas por la misma universidad.
A muy temprana edad definió su vocación como defensora, desempeñó distintas actividades laborales que compaginó con su trabajo social, fundó la Asociación Nuevo Leonesa de Trabajo Social, y otras asociaciones,  entre las que destacan: la Red por los Derechos de la Infancia en México, fue fundadora e integrante de Pacto Plural por las mujeres en Nuevo León y de las asociaciones Bioética y Derechos Humanos y de Niñez siglo XXI. 
Desde el año 2000 es representante en Nuevo León del Observatorio Ciudadano Nacional del Feminicidio, en donde realiza el monitoreo de feminicidios de mujeres en el estado.
Es en el año 2007 en donde en conjunto con otras compañeras feministas fundó Arthemisas por la Equidad.
En 2009 participó como candidata a una diputación local por el distrito 15 representando al Partido de la Revolución Democrática.
El 9 de julio de 2014 las asociaciones FUNDENL y Alianza Cívica N.L. presentan la candidatura de Irma Alma Ochoa Treviño para dirigir la Comisión Estatal de Atención a Víctimas.  
El 3 de abril de 2017 el Frente Feminista le otorgó un reconocimiento como parte de las 101 mujeres feministas en México por su trayectoria. Dentro de su incidencia comunitaria como activista presentó ante el Congreso de Nuevo León una iniciativa de Ley para tipificar el feminicidio en Nuevo León, ha dado acompañamiento a grupos feministas de Marea Verde que buscan despenalizar el aborto.
El 25 de enero de 2022 es designada como consejera dentro del Consejo Directivo del Instituto de Mujeres Regias.

## Alerta de Violencia de Género en Nuevo León
Irma Alma Ochoa de Arthemisas, en conjunto con Alternativas Pacíficas y otras colectivas promueven la Alerta de Violencia de Género para Nuevo León, el 13 de enero de 2012 realizaron la solicitud ante el Inmujeres, un mes después el 13 de febrero de 2012 se notificó la improcedencia de la solicitud, el 15 de marzo presenta amparo ante juez de distrito y procede la cadena de impugnativa hasta marzo de 2015.
En mayo de 2015 se instala el grupo de trabajo para investigación de la AVG, transcurren 58 meses después de que se solicitó la declaración de la alerta, el 18 de noviembre de 2016 tras cinco años de lucha ciudadadana se emitió la Alerta de Violencia de Género para Nuevo León.
En Nuevo León son 5 municipios los que cuentan con alerta de Violencia de Género entre los que están: Cadereyta, Guadalupe, Apodaca, Benito Juárez y Monterrey.